# 伊万诺夫卡庄园
52°14′50.47″N 41°34′46.11″E / 52.2473528°N 41.5794750°E
伊万诺夫卡庄园（俄语：Ивановка）是一个村庄和庄园，位于俄罗斯坦波夫州乌瓦罗沃区。这里是俄罗斯作曲家谢尔盖·拉赫玛尼诺夫1890年至1917年期间的夏季住所，直到他移居国外。这是他的贵族亲戚萨廷家族的家。拉赫玛尼诺夫早期的许多杰作都是在这里的田园氛围中创作的。1982年，在此开设了一座纪念这位作曲家生平和作品的博物馆。

拉赫玛尼诺夫的表妹萨蒂娜在回忆录中写道：
伊万诺夫卡的小村庄与我们的庄园毗邻。无边无际的田野环绕着我们，在地平线上与天空融为一体。在远处，在西边，我们堂区教堂的钟楼，距离伊万诺夫卡五里路，清晰可见。北边是某人的风车，东边是田地，南边是我们的白杨林。在伊万诺夫卡周围若干里范围内，这些白杨树是我们房子附近的花园田野中唯一的树木，因此这些白杨树是野兔、狐狸甚至有时从某处逃窜的狼的避难所，特别是在那里筑巢的鸟类。空气中充满了叽叽喳喳和歌声。— S.A. 萨蒂娜回忆录，伊万诺夫卡博物馆

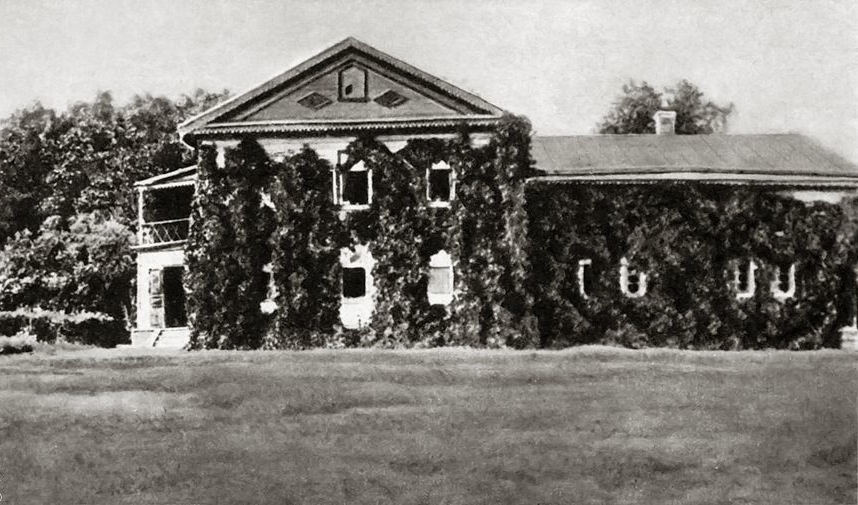
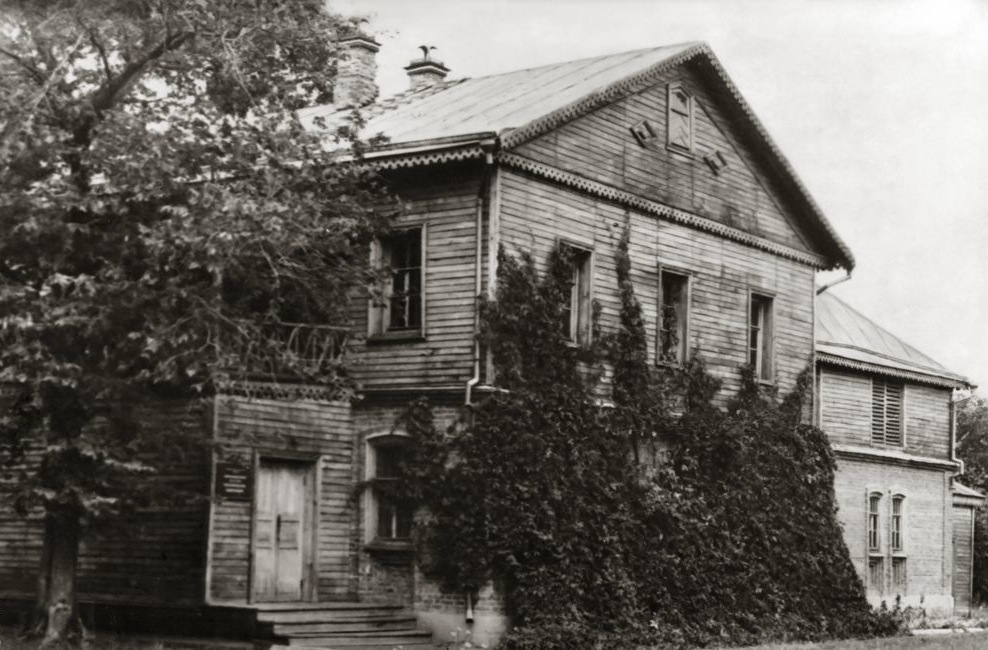
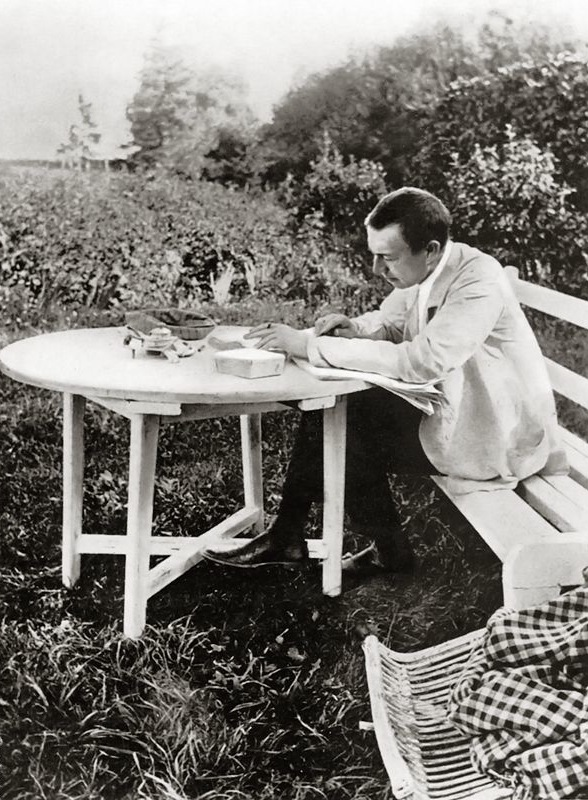

在十月革命和俄国内战期间，伊万诺夫卡的所有建筑均被摧毁。当坦波夫地区委员会主席团决定创建一个纪念拉赫玛尼诺夫的机构时，重建了该村。1978年8月，拉赫玛尼诺夫博物馆开放，作为坦波夫地区博物馆的一个分馆。1982年6月18日，拉赫玛尼诺夫故居博物馆和拉赫玛尼诺夫雕像（马洛费夫、库利科夫）一起落成开放。
庄园举办了许多科学会议、音乐节、竞赛、音乐会、音乐和戏剧集会。举办的音乐节包括丁香节（1985年至今）、伊万诺夫卡音乐之夏（1986年至今）、伊万诺夫卡爵士乐节（1989年至今）、伊万诺夫卡繁星盛夏（1990年至今）和伊万诺夫卡丁香之夜（1990年至今）。